# Historia de Isla de Pascua

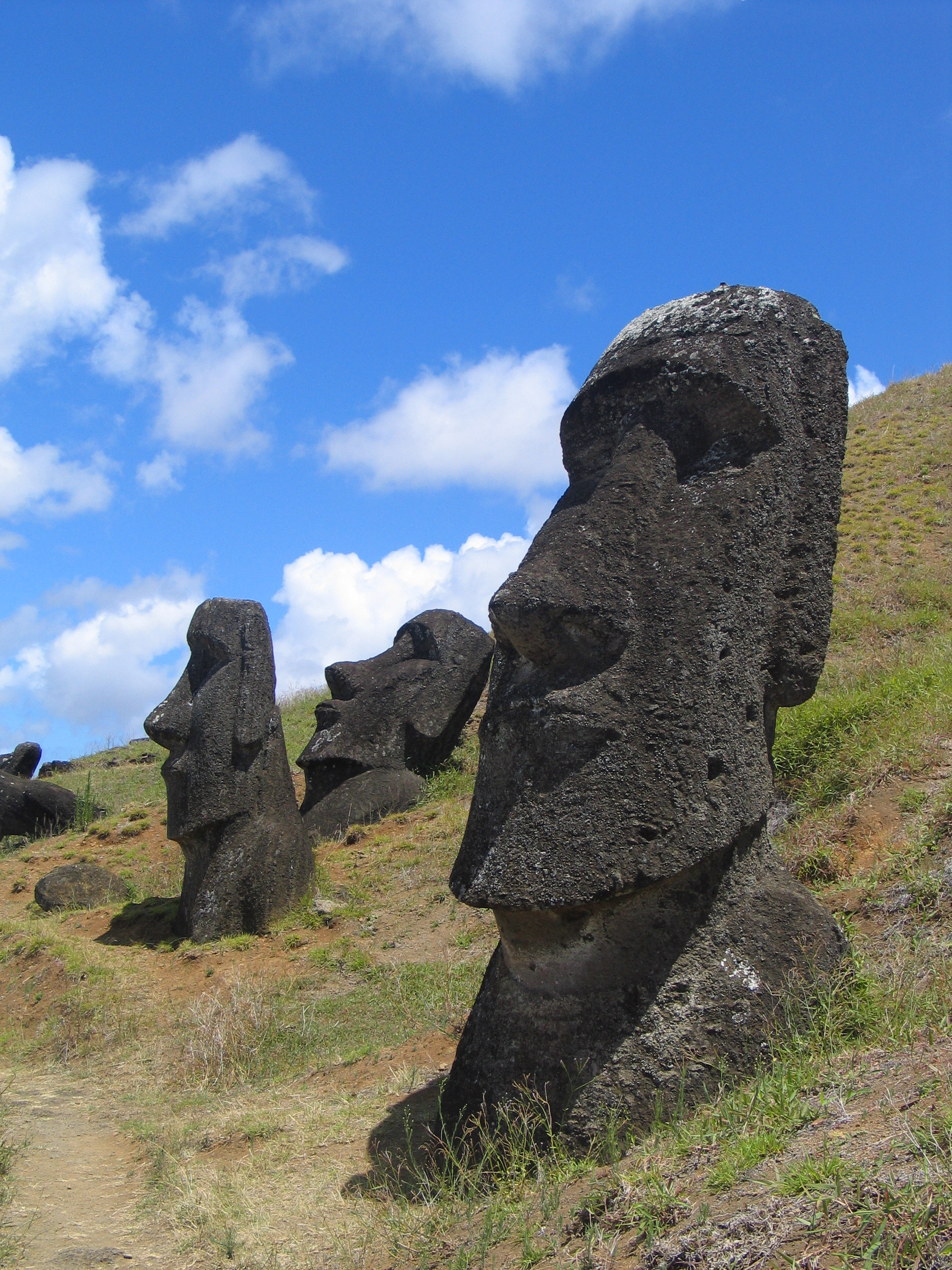
Moái en Rano Raraku.

La historia de Rapa Nui es la historia referente a la isla Rapa Nui (conocida como Isla de Pascua) y sus habitantes originarios, los rapanui.

## Población de la isla
Según la tradición oral rapanui, los primeros habitantes de la isla Rapa nui (isla de Pascua) llegaron huyendo del hundimiento de un mítico continente o isla llamado Hiva (aún sin identificar); siendo Hotu Matu'a su primer rey, aproximadamente hacia el siglo VI.Aunque existen teorías que fechan su llegada en torno al siglo XIII, pero siendo la fecha más aceptada alguna fecha antes o durante el siglo X.
Existen diversas teorías sobre la procedencia de los habitantes originales de la isla: 
- Poblamiento polinesio: la teoría más difundida y aceptada (apoyada por la arqueología, proviene de la tradición oral y la genética), según la cual el poblamiento de la isla provendría de los viajes de habitantes de la isla Hiva (posiblemente una de las islas de las actuales islas Marquesas),[1] en la Polinesia Francesa, que distan 3.641 km de la isla de Pascua. La leyenda narra que un nativo (Hau-Maka) soñó con un lugar lejano en busca de un hogar para el Ariki Hotu Matu'a. Ese lugar se llamaba “Te Pito O Te Kainga A Hau Maka” (o sea, “El pequeño pedazo de pista de Hau Maka”). Estudios señalan que la llegada de los polinesios ocurrió entre los siglos IV o V d. C.
- Poblamiento americano: otra teoría (considerada obsoleta[¿por quién?]), perteneciente al arqueólogo noruego Thor Heyerdahl, sostiene que la población de la isla de Pascua fue visitada por una cultura preincaica de América del Sur , de ser exacto la expedición peruana fue la primera en llegar a esta isla. Thor quiso demostrar en la práctica su idea y en 1947 realizó un viaje desde Perú hasta el archipiélago Tuamotu (ubicado 2500 km al oeste de la isla de Pascua) en la balsa Kon-tiki, debido a lo precario de la embarcación sólo fue posible que la nave llegará a la isla tras ser remolcada por barcos de la Armada de Perú para abandonar las 50 millas próximas a la costa y salir a la calma del mar abierto y luego por barcos pesqueros franceses a su llegada a destino. Si bien la expedición no pudo demostrar la factibilidad del viaje, que ya había sido puesta en duda por la nula cultura navegante de los pueblos preincaicos, demostró la porfía del aventurero noruego. En el libro que escribió acerca del viaje, que lleva el mismo nombre que la balsa, postula que partiendo de un punto más al sur de la costa americana se llegaría a la isla de Pascua. El arqueólogo rapanui Sergio Rapu también relaciona las culturas sudamericanas con la isla de Pascua, como los moáis con ojos de obsidiana y coral del mismo periodo con técnica de la cultura Mochica, el kumara (camote en lengua rapanui y quechua del norte), y lo estudios genéticos de Jean Dausset donde antiguos rapanui tendrían en el ADN la sangre de indígenas sudamericanos.[4] La orientación de muchas plataformas de la isla están relacionadas con los astros, y existe un muro de piedra con una inclinación (de 3 a 5 grados), con el mismo corte y tipo de almohadilla de encaje entre piedras que los muros Incas. Además tiene una orientación astronómica que apunta hacia el continente sudamericano.

- Esta teoría ha sido puesta en duda por los análisis de ADN de los isleños, que indican que son indudablemente polinesios (de la Polinesia central y oriental), quienes a su vez tendrían más en común con los asiáticos que con los sudamericanos, refutándose así la hipótesis del origen de la población a partir de las costas americanas. Sin embargo, esto no ha bastado para convencer a algunos actuales partidarios de las teorías de Heyerdahl, que explican la preponderancia del ADN polinesio a través de una hipotética segunda oleada inmigratoria proveniente de dicho lugar que erradicó a la mayor parte de los primeros pobladores que, según esta hipótesis, habrían sido provenientes de Sudamérica. Hecho que, según ellos, estaría respaldado por las tradiciones orales de la mayoría de las islas de la Polinesia. Empero, la tradición más antigua registrada, proveniente del “Manuscrito E”, cuenta que ambos grupos provenían de Hiva, y que en aquel lugar a causa de inundaciones, los Hanau Momoko (orejas cortas) habrían corrido sus límites hacia territorio Hanau Eepe (orejas largas), produciéndose enfrentamientos. Posteriormente, los Hanau Momoko habrían sido derrotados y llevados a Te Pito o te Kainga como prisioneros del ariki Hotu A Matu’a, quien en la nueva tierra les habría asignado la meseta del Poike. Así destaca que, aparte de todos los argumentos científicos, estos dichos de Púa Ara Hoa son un nuevo elemento que niega la tesis de Heyerdahl sobre la llegada a la isla de un segundo grupo étnico, los Hanau Eepe (orejas largas), esta vez desde América, y que igualmente no existen pruebas de ADN fósil que indiquen un extinto pueblo de origen americano.

Así, la hipótesis más aceptada de contacto polinesio-americano es la de que los polinesios, avezados navegantes, llegaron a Sudamérica en la zona central de Chile, en donde sí se han encontrado restos fósiles de origen polinesio como los proyectiles de obsidiana llamados mataa, esculturas antropomorfas de piedra, piedras grabadas, clavas, una serie de palabras, no sólo referidas a la navegación, entre las que destaca "toki", restos biológicos humanos así como caracteres polinesios en la Isla Mocha, y probablemente el más significativo de todos la gallina mapuche, prehispánica, claramente derivada de gallinas de Samoa y Tonga. 
Cabe mencionar que el idioma simbólico originario de la Isla de Pascua tiene similitud con el que se hablaba antiguamente en el Valle de Indo, ubicado en la zona de Afganistán y Pakistán. También podemos observar que en las islas cercanas como la tribu maorí, la palabra RA significa 'sol' y 'día' y en egipcio RA es el dios solar. A la vez, la unión lingüística, especialmente en cuanto a conceptos de navegación, con lenguas sudamericanas australes de la familia mapuche de pueblos navegantes como los onas, tehuelches y huilliches, así como en la fisionomía de los pueblos australes más próxima a la polinesia que a la del resto de Indoamérica.

## Historia previa

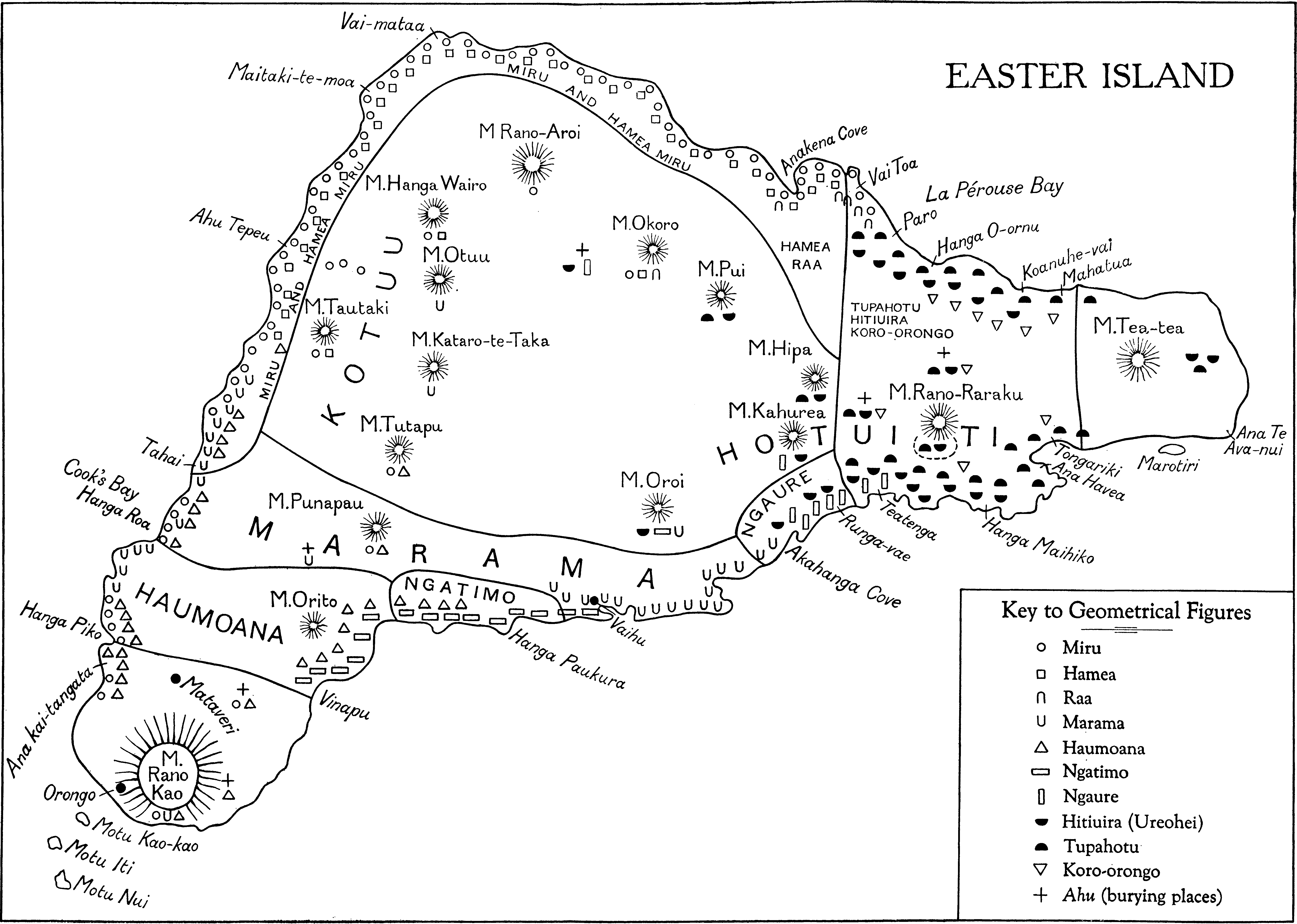
Mapa de los distritos tradicionales de clanes

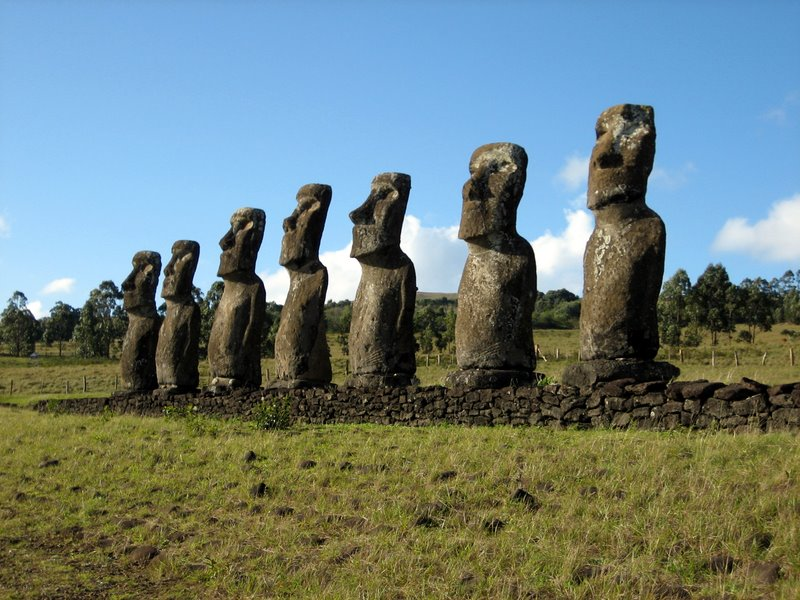
Moái de Ahu Akivi, el único que mira hacia el océano.

La sociedad rapanui, gobernada por el ariki, que según sus tradiciones, tenía ascendencia directa de los dioses, estaba dividida en diez clanes (mata) y cada uno recibió un territorio (kainga) con una faja costera. Se organizaron en dos «confederaciones»: Ko tu'u Aro al norte y Ko tu'u Hotu Iti al sur, ambas supervisadas por el ariki y con una marcada gradación de clases (guerreros, sacerdotes, escultores, artesanos, pescadores, campesinos, constructores). La mayor parte de la población vivía hacia el interior, junto a las áreas de cultivo. En el litoral establecían centros religiosos, políticos y ceremoniales (Anakena, Akahanga) y rendían culto a los ancestros casi deificados representados por los moáis. También fueron levantados 300 ahu, altares ceremoniales de mampostería. Los kohau rongo rongo (tablillas parlantes) eran escrituras jeroglíficas que aún no han sido descifradas.
Con el tiempo la población creció y los bosques fueron talados para la agricultura, el fuego, balsas y la construcción de moáis. Entre los años 1200 y 1500, la cultura rapanui alcanzó su máximo desarrollo.
A finales del siglo XV vivían en la isla 6000 a 10 000 personas (algunos estiman que hasta 15 000 o 30 000) lo que ejercía una presión demográfica sobre la isla que llevó al colapso de su sociedad debido a la destrucción de su medio ambiente.

## Teoría de una visita inca a la Polinesia

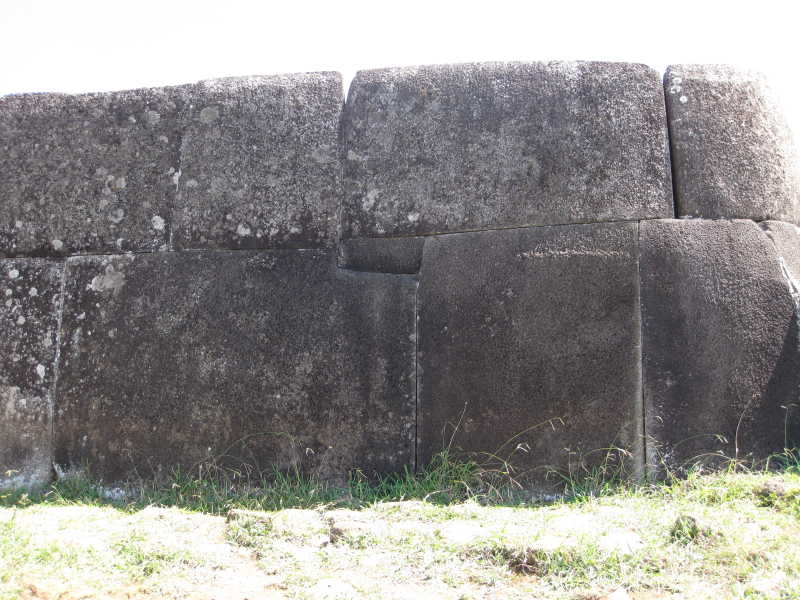
La base del Ahu Vinapú, mostrando su tallado similar a la arquitectura incaica.

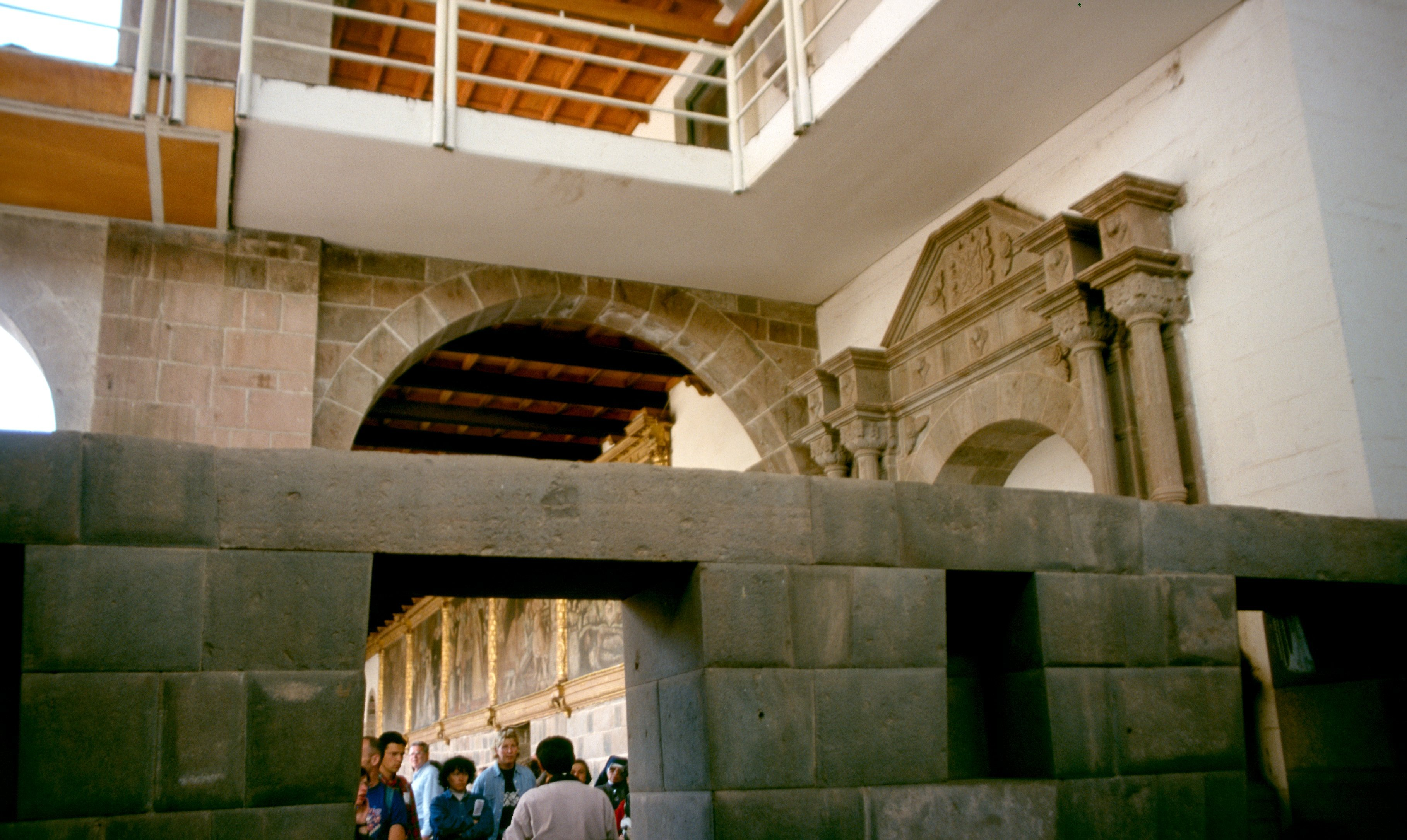
Arquitecturas superpuestas del Coricancha (Perú), el Convento de Santo Domingo y la época actual. El muro más cercano es de factura inca y se puede comparar con los muros de Ahu Vinapú.

A partir de las crónicas realizadas por cronistas españoles Pedro Sarmiento de Gamboa, Martín de Murúa y Miguel Cabello Valboa durante la conquista recogieron un relato sobre que, Túpac Yupanqui, estando en la costa norte (en las islas Puná) habría tenido conocimiento de unas islas lejanas, decidiendo ir en pos de ellas. Alistado una gran flota de balsas, habría zarpado con 20.000 hombres, llegando a unas islas llamadas Ninachumbi y Auachumbi; algunos historiadores postularían como hipótesis de que estas islas serían verdaderas y estarían ubicadas en la Polinesia.

Esta crónica dio pie, al historiador José Antonio del Busto, para la formulación de una teoría sobre que esas dos islas serían Mangareva 23°8′3.13″S 134°58′25.25″O / -23.1342028, -134.9736806 y Rapa Nui, basándose en treinta pruebas que considera haber descubierto, entre ellas el hecho que en Mangareva existe una leyenda sobre un rey Tupa, que vino del este en balsas con velas, trayendo orfebrería, cerámica y textilería y del que hasta hoy existe una danza. Un relato similar existiría en las islas Marquesas. Igualmente, destaca la presencia de la totora en los cráteres de la isla, lo cual apoyaría esta hipótesis.
Según la tesis de Jean Hervé, la construcción del Ahu Vinapu es de arquitectura idéntica a la de un Chulpa de Sillustani, cerca del Lago Titicaca en los Andes, hasta las pequeñas piedras en el centro es el mismo. Según la tesis de Jean Hervé Daude, el acompañamiento de Orejón Túpac Inca Yupanqui son la causa de los monumentos y los ritos religiosos del hombre-pájaro y en makemake Además, agrega que el Ahu Vinapú, en Rapa Nui, está construido en forma similar a las construcciones incaicas del Cusco, y que el rey tupa en Rapa Nui habría tomado el nombre de Mahuna-te Ra'á, traducido como "hijo del sol" sobre la base de una leyenda rapa nui. Retornó a los dos años trayendo consigo gente negra, sillas de latón, pellejos y quijadas de caballos que fueron conservadas en la fortaleza de Sacsayhuamán.
Esta hipótesis es apoyada por la travesía que hizo el explorador noruego Thor Heyerdahl, denominada Kon-tiki en honor al dios de los incas, Wiracocha, el creador del universo, pues Kon-tiki es una advocación del mismo.

"andando Topa Inga Yupanqui conquistando la costa de Manta y la isla de la Puná y Túmbez, aportaron allí unos mercaderes que habían venido por la mar de hacia el poniente en balsas, navegando a la vela. De los cuales se informó de la tierra de donde venían, que eran unas islas, llamadas una Auachumbi y otra Niñachumbi, adonde había mucha gente y oro. Y como Topa Inga era de ánimos y pensamientos altos y no se contentaba con lo que en tierra había conquistado, determinó tentar la feliz ventura que le ayudaba por la mar... y... se determinó ir allá. Y para esto hizo una numerosísima cantidad de balsas, en que embarcó más de veinte mil soldados escogidos". Y concluye la crónica: "Navegó Topa Inga y fue y descubrió las islas Auachumbi y Niñachumbi, y volvió de allá, de donde trajo gente negra y mucho oro y una silla de latón y un pellejo y quijadas de caballo...". El hecho es tan inusitado que Sarmiento se ve obligado a explicar: "Hago instancia en esto, porque a los que supieren algo de Indias les parecerá una caso extraño y dificultoso de creer".
Pedro Sarmiento de Gamboa

## Crisis de Isla de Pascua

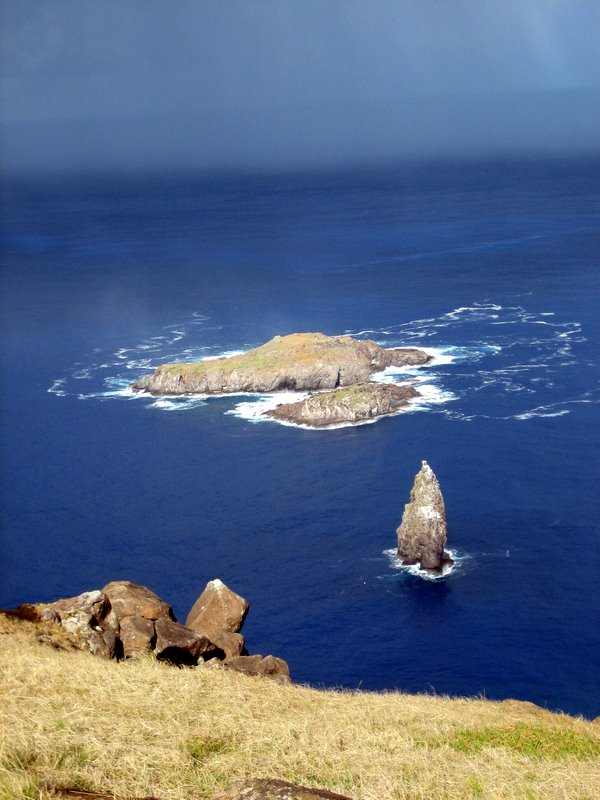
El cabo Te Manga y los islotes Motu Nui, Iti y Kao kao, escenario del ceremonial del hombre pájaro

Se estima que la población de la Isla de Pascua sufrió una crisis social, que se ha atribuido a la sobre población y devastación del ecosistema en los siglos XVI a XVIII. La tala de los bosques y la sobreexplotación agrícola disminuyó la producción de cultivos, les impidió construir balsas para la pesca en alta mar y el conseguir leña para el fuego. A esto se le sumó el agotamiento de recursos marítimos costeros y de los huevos de las aves marinas que anidaban en la isla.
La falta de alimentos llevó al colapso de su compleja sociedad, empezó a simplificarse y dividirse en clanes que competían por los recursos restantes. La población cayó hasta la nueva capacidad de carga de la isla (Roggeveen estimaba el número de isleños en unos dos mil).
Según la tradición ocurrió una guerra civil y los Hanau Momoko (Orejas Cortas), el pueblo común, se levantaron contra la clase dominante, los Hanau Eepe (Orejas largas), con la consiguiente destrucción de los altares ceremoniales y el abandono de las canteras en que se tallaban los moais. Los nativos comenzaron a vivir en cuevas para defenderse de los ataques, algunos estudios indican que se llegó incluso al canibalismo para sobrevivir.
Surgió un nuevo rito ceremonial, el Tangata manu (Hombre-pájaro), quien primero recogía el primer huevo de manu tara (el gaviotín pascuense) era líder por un año el cual se llevó a cabo hasta 1866. La escasez de alimentos y aislamientos los haría también más vulnerables a las enfermedades traídas por los europeos en los siglos XVIII y XIX.

## Redescubrimiento y expediciones
Poco se conoce de las tradiciones y costumbres rapanui, básicamente por los relatos de las diferentes expediciones realizadas en el pasado. Aparentemente, el pirata británico Edward Davis avistó la isla en 1686 y la llamó "Tierra de Davis". El documento más antiguo sobre la población de la isla corresponde al holandés Jakob Roggeveen, que redescubrió la isla el domingo 5 de abril de 1722, el día de Pascua de Resurrección: de ahí su actual nombre. Roggeveen permaneció durante una semana en la isla, estimando su población en torno a los 2.000 o 3.000 habitantes.

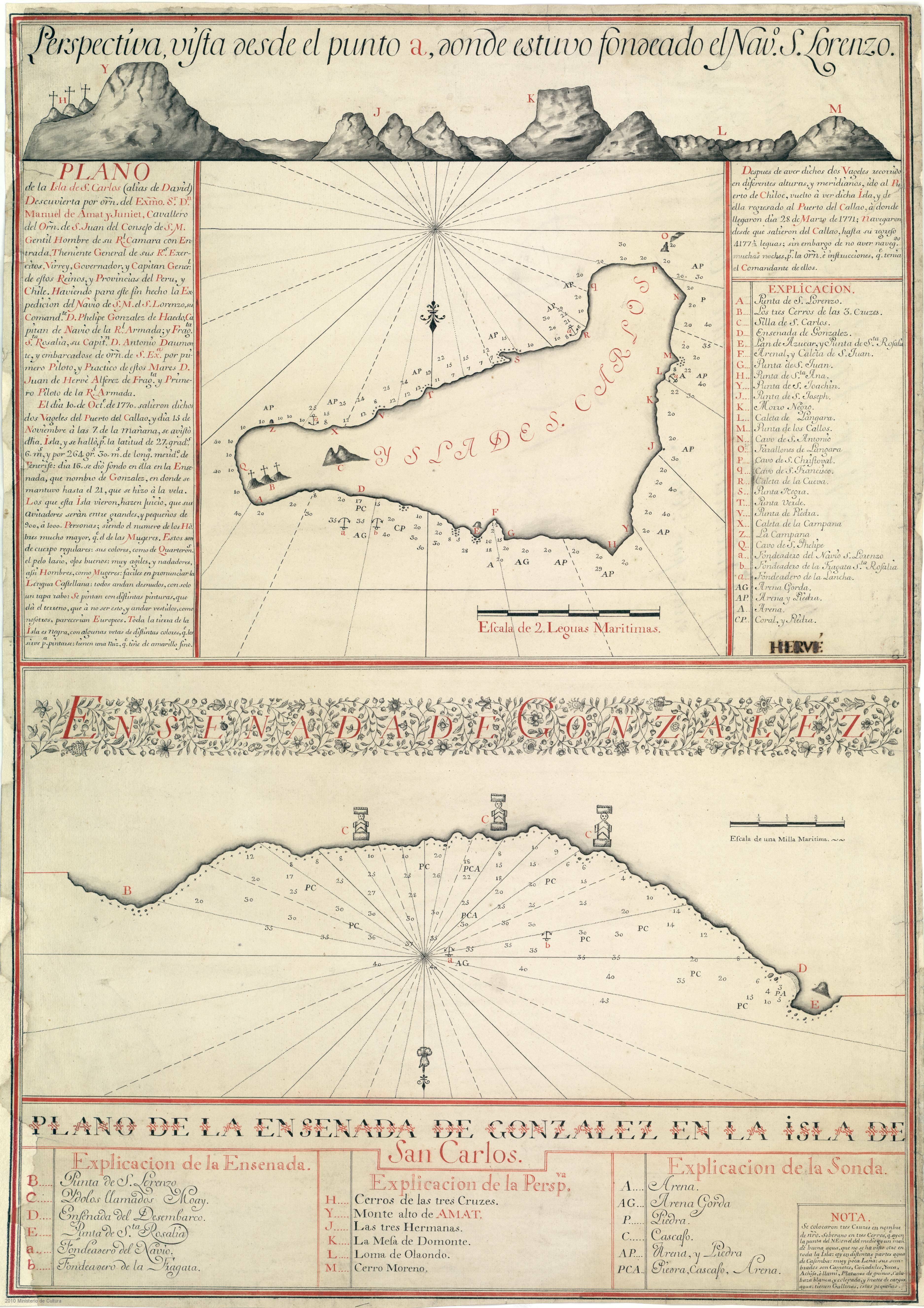
El mapa de la Isla de Pascua (renombrada como "Isla de San Carlos") de la expedición de González Ahedo en 1770.

En 1770, el Virrey del Perú Manuel Amat y Juniet organizó una expedición buscando la llamada "Tierra de Davis" encargando a Felipe González Ahedo dos naves, el navío San Lorenzo y la fragata Santa Rosalía, con 546 marinos. Llegó a esta isla el 15 de noviembre del mismo año, tomando posesión en nombre de la Corona Hispánica y nombrándola isla San Carlos, en honor al rey Carlos III. 
En la isla levantaron tres cruces en el monte Polke y el acta de posesión de la isla, leída en tal ocasión, fue firmada por tres jefes naturales de la isla. Durante varios días, Ahedo se dedicó a cartografiar la isla y a denominar los diferentes accidentes geográficos con nombres españoles, de los cuales tan solo se conserva en la actualidad el de Punta Rosalía. En la documentación elaborada por los españoles durante aquella expedición, aparecen los primeros dibujos conocidos de los moáis. 
En 1776 Juan Ignacio Molina destaca a la isla por sus «monumentales estatuas» en el quinto capítulo sobre «Islas Chilenas» de su libro «Historia Natural y Civil del Reino de Chile».
Más adelante, Rapa Nui fue visitada por varios europeos que utilizaron los mapas españoles, entre los que se cuentan James Cook (1774) y La Perouse (1786), convirtiéndose en un punto de recalada hacia Oceanía. Un poco más tarde, en 1804 y 1816, fue visitada por dos navíos rusos, el Neva, capitaneado por Yuri Lisyansky y el Rurik, bajo el mando de Otto von Kotzebue, respectivamente.

## SigloXIX
Durante mediados del siglo XIX, la esclavitud a la que fueron sometidos los nativos de la isla, y posteriores epidemias, diezmaron su población. Desde el 15 de junio de 1862 hasta el 18 de agosto de 1863, unos 20 barcos esclavistas partían hasta el puerto de El Callao. Las naves se llevaron cerca de 1400 isleños a trabajar como esclavos a las haciendas de Perú y a las explotaciones de guano en la costa de Tarapacá y las islas de Chincha.

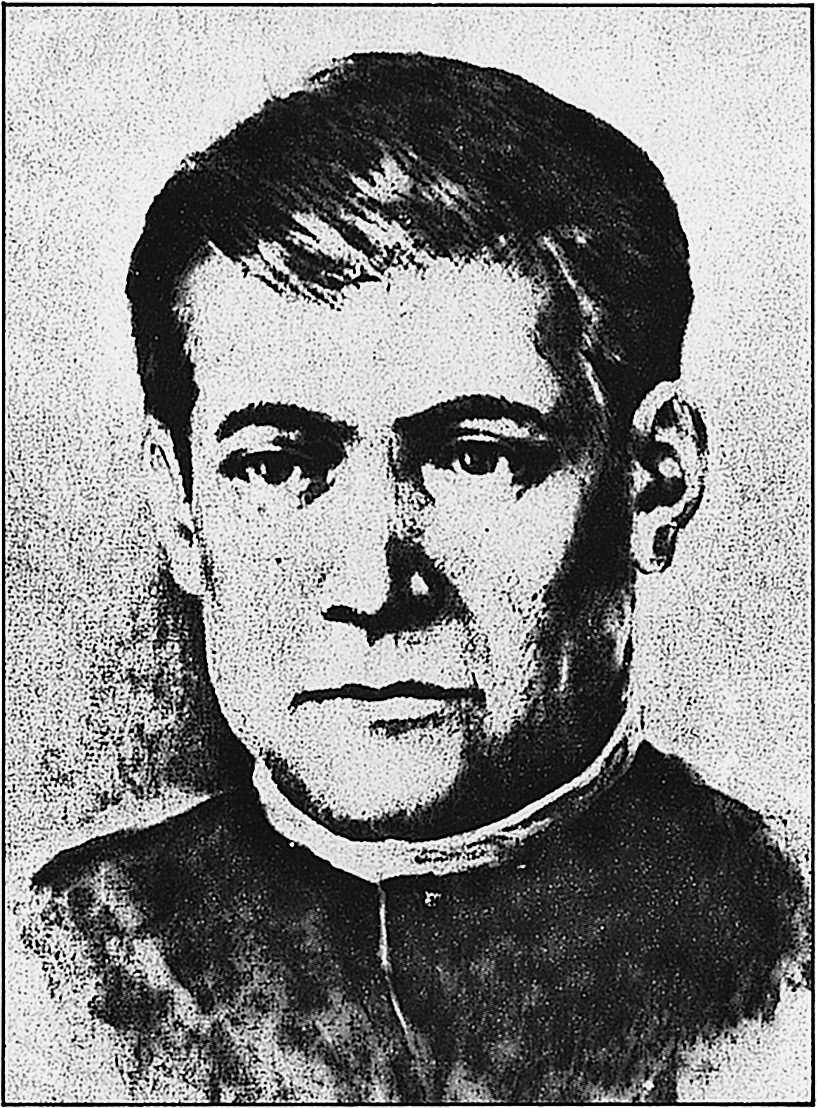
Eugenio Eyraud convirtió a todos los rapanui de la época al Catolicismo.

Por su parte, Eugène Eyraud, llegado a la isla a principios de enero de 1864, dio noticia por primera vez de la existencia de las llamadas tablillas rongo-rongo, el sistema de escritura de los rapanui, que hasta la fecha permanece indescifrado.
La insistencia del gobierno de Francia permitió el término de las prácticas esclavistas y la repatriación de una docena de sobrevivientes. Pero estos contagiaron la tuberculosis y viruela a otros habitantes de Rapa Nui, lo que conllevó nuevas muertes por enfermedad en la isla.
Aunque tuvo una feroz oposición al principio, Eugenio Eyraud después de un tiempo llegó a ser muy popular e influyente entre los isleños rapanui. En octubre de 1866, Gaspar y Zumbohm Théodule Escolán se unieron a Eyraud y Roussel en su misión, y crear escuelas en Hanga Roa y Vaihu. 
El 22 de diciembre de 1866, Eyraud escribió:

"Las posibilidades de triunfo se muestran día a día cada vez más cierta, y la hora de la Providencia parece haber llegado para los habitantes de Isla de Pascua. La misión se estableció el momento en que el trabajo de destrucción tocado sus límites final: la destrucción en el orden material, la destrucción del orden moral.

Ayudó a ese año en lo que sería la última ceremonia de la Tangata Manu (hombre pájaro) de culto. 
Eyraud había contraído tuberculosis durante su primera visita a la isla, y murió el 23 de agosto de 1868, nueve días después que el último de los isleños pasado había sido bautizado.
La llegada de los misioneros a la Isla de Pascua a mediados de 1860, también causó daños irreparables en la cultura rapanui. En su afán de convertir a los nativos al cristianismo terminaron con antiguas creencias y ritos ancestrales, así como con la competencia del Hombre Pájaro. No obstante, también gracias a esos primeros misioneros, se tienen relatos de lo que fue la forma de vida en la Isla de Pascua y se salvaron muchos de sus objetos más representativos.
En 1870, el francés Jean-Baptiste Dutroux-Bornier pretendió reclamar la soberanía total de la isla y convertirla en su rancho ovejero para la producción de lana. El francés atacó a los nativos obligándolos a evacuar la isla, muchos de ellos con destino a Tahití. Se dice que para 1877, año en que Jean-Baptiste Dutroux-Bornier fue asesinado, solo quedaban en la Isla de Pascua 111 nativos, lo que es una ínfima cantidad en comparación con los 14 000 que llegaron a ser en el momento de su mayor apogeo.
El exterminio de la clase sacerdotal significó la pérdida de la única escritura de Polinesia (rongo-rongo), que quedó inexplicada desde entonces. Las epidemias de tuberculosis y viruela, y la partida de unos 250 isleños con los misioneros católicos a Tahití, redujeron la población a un mínimo de 110 personas en 1877. La sociedad isleña fue reconstruida por estos exiguos supervivientes.
El 3 de enero de 1872, la fragata francesa La Flore recaló en la isla en escala de cuatro días. A su bordo venía el marino, explorador y escritor Francés Pierre Loti, quien escribió varias obras sobre sus impresiones en la isla:
« L'île de Pâques: Journal d'un aspirant de La Flore », Ville-d'Avray: Pierre-Olivier Combelles, 1898 
 « Reflets sur la sombre route », París: Calmann-Lévy, 1899 
« L'île de Pâques » (1899), París: Magellan et Cie, 2013
Alexander Aiipaea Salmón, quien era el hermano de la reina de Tahití e hijo de un aventurero y comerciante inglés, y miembro de la dinastía mercantil que había financiado Dutroux-Bornier. Llegó a la isla en 1878 con algunos compañeros tahitianos, habitando la isla en calidad de gobernador durante una década.
Así como la producción de lana animó a la fabricación de obras de arte Rapa Nui, un comercio que se desarrolla en la actualidad. Fue en esta era de paz y de recuperación que se produjo el cambio lingüístico del idioma Rapa Nui a la moderna lengua Rapa Nui de influencia tahitiana, y algunos cambios en los mitos de la isla y la cultura para dar cabida a otras influencias polinesias y cristianas.

## Anexión a Chile

### Incorporación a la República de Chile

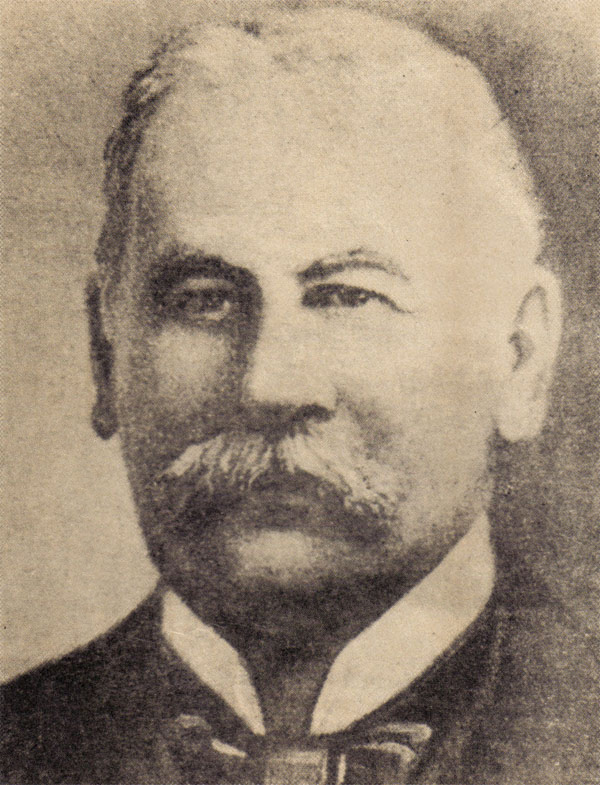
Policarpo Toro, encargado de la anexión de la isla a Chile, en 1888.

En 1887, Chile toma acciones concretas para incorporar la isla al territorio nacional, a petición del capitán de la Armada de Chile Policarpo Toro, quien se encontraba preocupado por la situación de desprotección de los rapanui desde hace décadas y comenzó por iniciativa propia a influenciar para que el hecho ocurriese. Policarpo, por medio de negociaciones, realizó la compra de terrenos en la isla a petición del obispo de Valparaíso, Salvador Donoso Rodríguez, dueño de 600 hectáreas, junto a los hermanos Salmon, Dutrou-Bornier y John Brander, de Tahití. El capitán chileno puso dinero de su propio bolsillo para este fin junto con las 6000 libras esterlinas enviadas por el gobierno chileno, Según la tradición rapanui, las tierras no se podían vender sin embargo terceros creían poseerlas y es a ellos a quienes se les compra para que no interfiriesen sobre los asuntos de la isla desde aquel momento.
En aquella época, la población rapanui alcanzaba números alarmantes, en un censo llevado a cabo por la corbeta chilena Abtao en 1892, solo quedaban 101 rapanui vivos, de los cuales solo 12 eran hombres adultos. La etnia rapanui, junto a su cultura estuvo en su punto más cercano a la extinción.
Luego, el 9 de septiembre de 1888, gracias a las gestiones del Obispo de Tahití, Monseñor José María Verdier, se firma el acuerdo de voluntades, en el cual el representante local Atamu Tekena, cabeza del Consejo de Jefes Rapanui cede la soberanía de la isla al Estado de Chile, representado por Policarpo Toro. Los ancianos rapanui ceden la soberanía, sin renunciar a sus títulos de jefe, a la propiedad de sus tierras, a la vigencia de su cultura y tradiciones y en igualdad de condiciones. Los rapanui nada vendieron, ellos se integraron en igualdad de condiciones a Chile.
Se redactó el documento en castellano y otro en rapanui mezclado con tahitiano. El texto en castellano habla de cesión de soberanía a Chile, reservando al mismo tiempo, para los jefes que concurrieron al acuerdo, los títulos de que estaban investidos y que gozaban en ese momento, sin hacer alusión a la propiedad de la tierra. 
A su vez, el texto en rapanui mezclado con tahitiano no habla de cesión de tierras y usa el concepto mau te hoa kona (traducido como 'amigo del lugar', que estaría relacionado con una anterior solicitud de protectorado francés) y además indica ia i haka tika i ta ite runga, iraro ina he kainga kai ta (traducido como 'escribir sobre lo de arriba, lo de abajo no se escribe aquí', señalando lo que se encuentra en la superficie del terreno).
La tradición oral rapanui indica que el rey Atamu Tekena tomó un trozo de hierba con tierra adherida, entregándosela a los emisarios chilenos, quedándose con la tierra (la antropóloga Paloma Hucke interpreta que con ese acto se otorgaba la soberanía a Chile, pero se reservaba el derecho sobre sus tierras); asimismo, ante un ofrecimiento de Policarpo Toro de un saco con monedas, el rey lo rechazó diciendo «[...] lleva tu plata, que yo, ni ningún kanaka, hemos vendido terreno alguno [...]». Días más tarde, al izar Pedro Pablo Toro la bandera chilena en la isla, el rey le dijo: «Al levantar tu bandera no quedas dueño de la isla porque nada hemos vendido: sabemos que el señor Obispo puso a la isla bajo el protectorado de Chile, pero no se ha vendido nada».

### La Compañía Explotadora

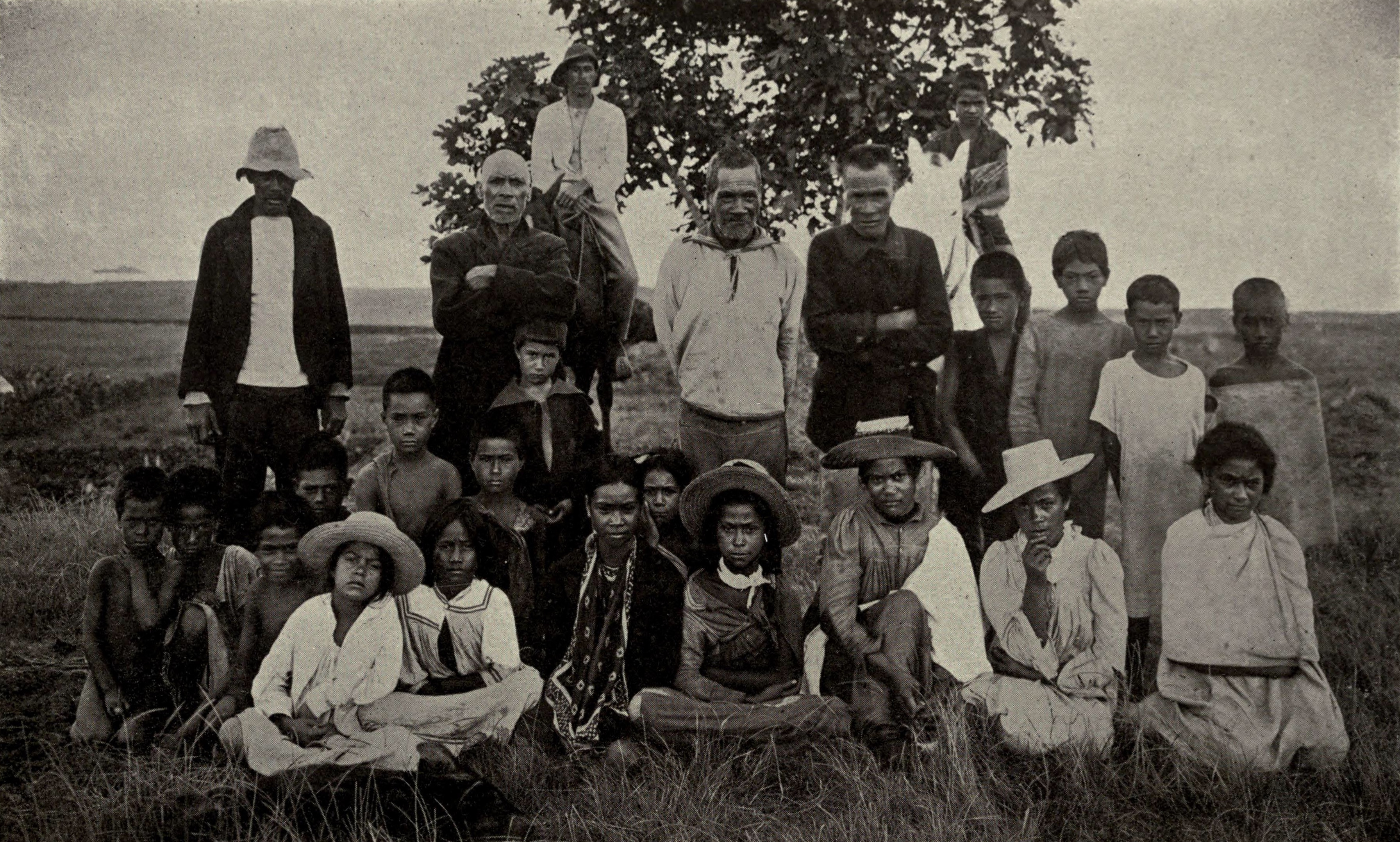
Habitantes de la Isla de Pascua alrededor de 1909.

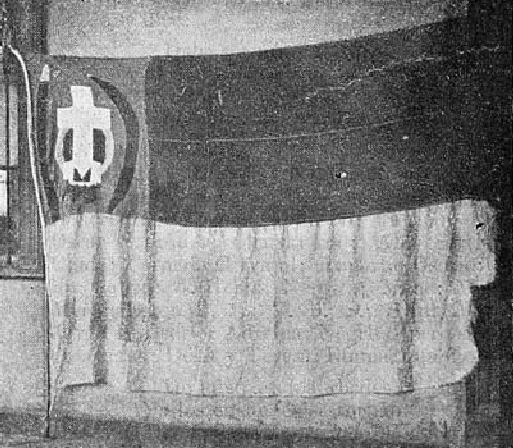
Bandera enarbolada por pascuenses antes de 1902 tomando el diseño de la bandera de Chile ante la prohibición del uso de la bandera anterior. Fue encontrada por el buque escuela Baquedano el cual la llevó al museo de Valparaíso.

El gobierno chileno fracasó en promover la colonización tras la guerra civil de 1891 y optó en 1895 por dar en alquiler las tierras de la isla a Enrique Merlet, nuevo dueño de los derechos de John Brander. Los hermanos Enrique y Numa Merlet compraron los derechos de Brander y se asociaron con la compañía británica Willamson, Balfour & Co. para conformar la Compañía Explotadora de Isla de Pascua, cuya actividad principal era la producción de lana en una gran hacienda ovejera. 
La compañía sometió a los nativos al trabajo servil obligatorio, los redujo al área de mil hectáreas en lo que es actualmente Hanga Roa, que fue encerrada por un muro de piedra, fuera del cual no podían sembrar, así como cazar o pescar, sin su autorización.
En 1896 se crea la subdelegación de la Isla de Pascua, dependiendo de la gobernación marítima de Valparaíso. El director general de la Armada de Chile comentó en 1902 al Ministro de Marina, a propósito de sus dudas sobre qué tribunal de Chile tenía jurisdicción sobre delitos cometidos en la isla, que "[...] No se conoce ley ni decreto que disponga que esta, que fue misión y protectorado francés, haya pasado a formar parte integrante de nuestro territorio, como Subdelegación de alguna provincia, o como territorio de colonización de tal o cual provincia [...]"
En 1914 se produjo un levantamiento de los nativos inspirado por la anciana catequista María Angata Veri Veri y dirigido por Daniel María Teave con el objetivo de que el Estado se hiciera cargo de la situación que generaba la compañía. Los isleños distribuyeron carne de ovejas y de vacas y sitiaron al personal de la compañía hasta que fueron sometidos por un buque de la armada, cuyos oficiales a pesar de llevarse preso al principal líder, pusieron de presente que el levantamiento fue provocado por "los actos brutales y salvajes" cometidos por Merlet y los administradores de la compañía y solicitaron una investigación.

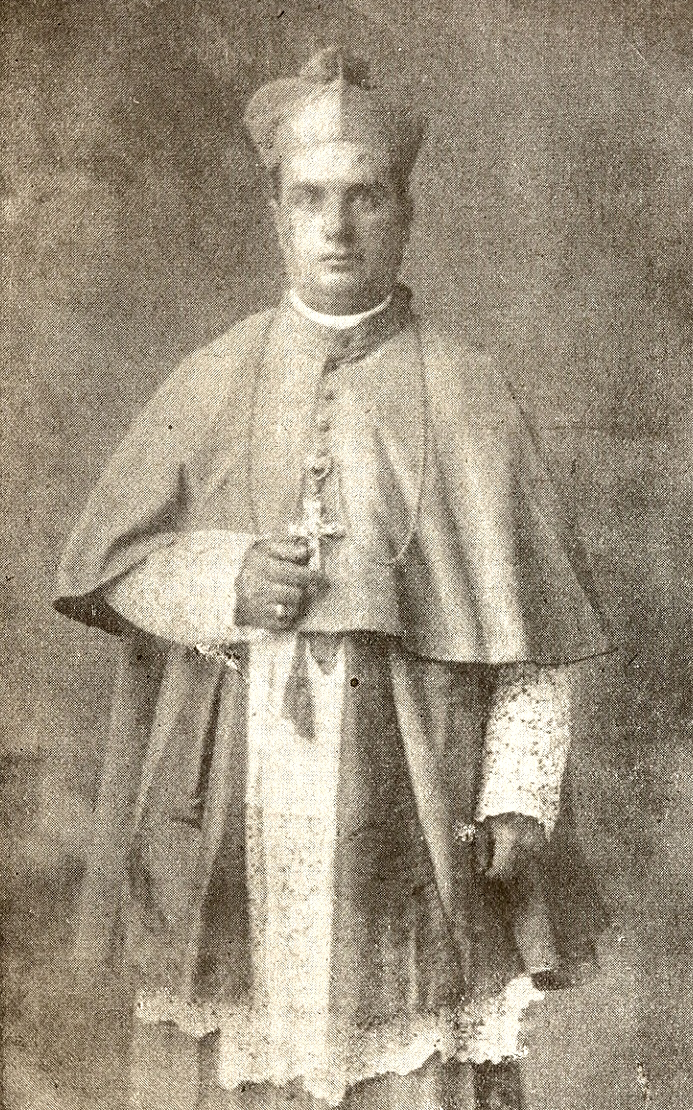
El Monseñor Rafael Edwards Salas buscó proteger a los rapanui de los abusos de privados con la ayuda de la Armada de Chile y las facultades que tuvo por ser Vicario Castrense.

En 1916 la isla es declarada subdelegación del Departamento de Valparaíso. Ese mismo año, el arzobispo Rafael Edwards Salas visitó la isla y se convirtió en el principal portavoz de las denuncias y reivindicaciones de los nativos. Sin embargo, el Estado chileno decidió renovar el arrendamiento a la Compañía, bajo la figura del denominado "Temperamento Provisorio", distribuyendo tierras adicionales a los nativos (5 ha por matrimonio a partir de 1926), destinando tierras para la administración chilena y estableciendo la presencia permanente de la Armada, que en 1936 fijó un reglamento según el cual, con permiso previo, los nativos podían salir de Hanga Roa a pescar o proveerse de combustible.
El Monseñor Rafael Edwards buscó que la isla fuese declarada "jurisdicción naval" con el objetivo de tener injerencia en ella como vicario castrense y de esta forma apoyar a la comunidad rapanui, creando mejores condiciones de vida.
En 1933, el Consejo de Defensa del Estado de Chile requirió la inscripción de la isla a nombre del Estado, fundado en el artículo 590 del Código Civil -que dispone que son bienes del Estado "las tierras que estando situadas dentro de los límites territoriales carece de otro dueño"-, siéndole concedida; inscripción se verificó en el Conservador de Bienes Raíces de Valparaíso para así resguardarla de privados que querían inscribirla a su nombre.
En 1953, Carlos Ibáñez del Campo canceló el contrato a la compañía por incumplimiento y, acto seguido, destinó la totalidad de la administración de la isla a la Armada de Chile.

### La administración de la Armada de Chile
Las frecuentes denuncias contra la Compañía y el interés del estado chileno en las islas causaron el término del contrato de arrendamiento y en 1952 con la designación del primer Gobernador Marítimo y Jefe Militar de la Isla, CF (DC) Comandante Luis E. Orellana Lillo, el control pleno de la isla pasó a la Armada.
Esta institución continuó la explotación ganadera reactivando desde ese año el Consejo de Ancianos e introduciendo notables mejoras en el estilo de vida del leprosario, entre otras medidas administrativas, y haciendo justicia entre los isleños. El número de hogares nativos registrados con parcela asignada llegó a 241.

### El levantamiento de 1964 y la Ley Pascua
A inicios de 1964 se produjo un nuevo levantamiento nativo, liderado por Alfonso Rapu, profesor de la escuela de la isla, para denunciar los abusos cometidos por los gobernadores marítimos, para oponerse a la prohibición de hablar la lengua originaria, exigir libertad de movimiento, servicios públicos, derecho al voto y no ser obligados a cantar. El gobierno envió un buque para controlar la situación.
El gobierno del presidente Eduardo Frei Montalva aceptó buena parte de las demandas de los isleños, lográndose la aprobación en el Congreso de la Ley N.º 16.441 (conocida como "Ley Pascua"). Esta integró la isla a la organización territorial chilena de entonces, creando el departamento de Isla de Pascua, dependiente de la provincia de Valparaíso y la comuna. El primer alcalde fue electo y asumió en 1966 y fue Alfonso Rapu, quien dos años antes envió una carta al Presidente Frei influyendo para que creara la Ley Pascua.
Los isleños recién pudieron viajar fuera de la isla fácilmente desde la construcción del Aeropuerto Internacional Mataveri en 1965, Éste fue construido por la constructora Longhi, llevando en buques cientos de obreros, maquinaria pesada, tiendas y un hospital de campaña. Sin embargo, su uso no pasaba más allá de las operaciones de aerolíneas con pequeños grupos de turistas. Al mismo tiempo, en la isla funcionaba una estación de rastreo de la NASA, la que dejó de operar en 1975. 
Entre 1965 y 1970, la Fuerza Aérea de los Estados Unidos (USAF) se instaló en la Isla de Pascua, cambiando radicalmente la forma de vida de los rapanui, al familiarizarse con las costumbres de las sociedades de consumo del mundo desarrollado.
En abril de 1967 comenzaron a aterrizar vuelos de LAN Chile y la isla comenzó a orientarse hacia el turismo cultural. Desde entonces las preocupaciones principales para los nativos fueron fortalecer cooperativas de producción y mercadeo, que recibieron apoyo estatal y recuperar sus tierras comunales.

### Dictadura militar y la propiedad individual de las tierras

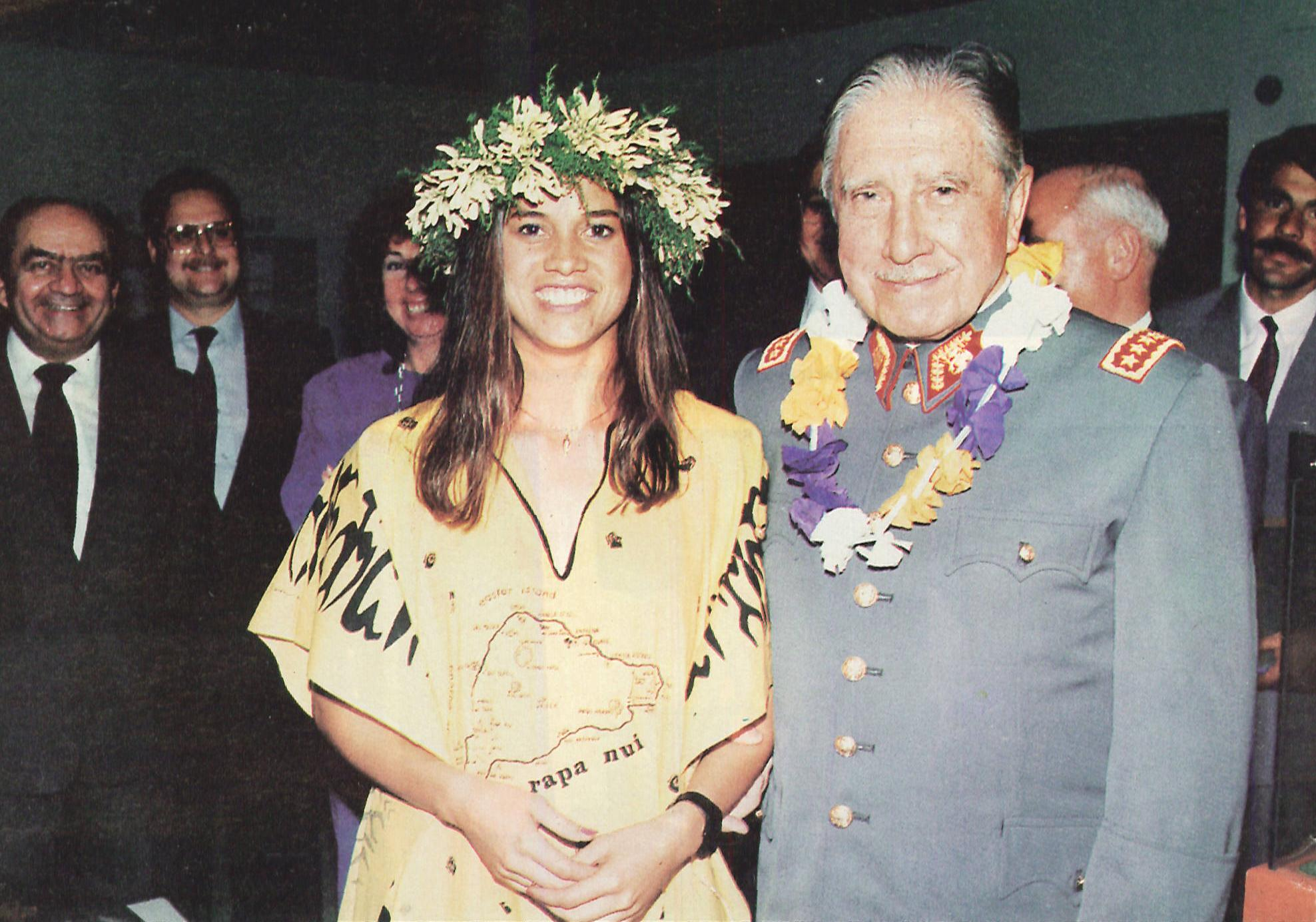
Augusto Pinochet posa con una joven rapanui.

Durante 1974, el general de Ejército y entonces dictador, Augusto Pinochet Ugarte, fue el primer presidente de Chile en visitar Isla de Pascua lo cual hizo tres veces. Los militares construyeron una serie de nuevas instalaciones militares y un nuevo ayuntamiento.
El 24 de enero de 1975 llegó la televisión a la isla, con la inauguración de una estación local de Televisión Nacional de Chile que emitía la programación en diferido hasta 1996, fecha en que se iniciaron las transmisiones en directo vía satélite a la isla.
En 1976 se crea la provincia de Isla de Pascua con Arnt Arentsen Pettersen designado como primer gobernador entre 1976 y 1979. Entre 1984 y 1990 destaca la gestión del gobernador Sergio Rapu Haoa y desde entonces todos los gobernadores han sido rapanui.
La dictadura militar promulgó en 1979 el Decreto Ley n.º 2885, para entregar títulos de propiedad individual sobre la tierra a los poseedores regulares.
Los nativos opuestos a la introducción en la isla de la institución de la propiedad individual, liderados por Alberto Hotus, formaron al año siguiente el Consejo de Ancianos de Rapa Nui que exigió el respeto a la propiedad colectiva considerada inalienable y protestó porque la norma limitó los derechos nativos a 2150 ha poseídas. Para el gobierno el régimen privado de tierras era una condición para la promoción de la industria turística privada.
El 1 de abril de 1986 se promulga la ley N° 18.502 que establece el subsidio especial al combustible en Isla de Pascua diciendo "no podrá exceder en cada producto de 3,5 unidades tributarias mensuales por metro cúbico, cuyo valor podrá pagarse directamente o mediante la imputación de la suma respectiva al pago de determinados tributos".
El mismo año por intermedio del entonces embajador de Estados Unidos en Chile, Harry Barnes, se decidió que, por la ubicación estratégica del Aeropuerto Internacional Mataveri y la baja densidad de tráfico aéreo, la pista era ideal para ser usada como alternativa de emergencia para el aterrizaje de los transbordadores espaciales. De esta manera, la pista se reparó y amplió a su longitud actual y se le equipó con electrónica avanzada para navegación aérea. Gracias a este proyecto, el turismo de la isla aumentó de manera explosiva.
En 1988, tras años de protestas infructuosas, el Consejo de Ancianos, con la firma de 700 nativos adultos -la población total de la isla era de poco más de 1700 habitantes- presentó una demanda judicial contra el Estado chileno, solicitando la anulación de la inscripción de propiedad del año 1933.

### Ley Indígena y la Comisión de Desarrollo
A inicios de la Transición a la democracia, en 1990 con cien delegados nativos, el Consejo de Ancianos llevó a cabo el Primer Congreso para el Desarrollo de la Isla de Pascua, a cual asistieron invitados del gobierno electo.
El juicio contra el Estado Chileno iniciado en 1988 finalmente fue abandonado, llegándose a una solución política, que se tradujo en una ley especial: la Ley Indígena promulgada en 1993 que, entre otras medidas, creó la Comisión de Desarrollo de la Isla de Pascua -integrada por funcionarios públicos y representantes rapanui- y dio reconocimiento legal al Consejo de Ancianos Rapa Nui, al incluir a su presidente como miembro de la dicha comisión.
La Ley Indígena, como ocurrió con el DL de 1979, dividió a la comunidad isleña, teniendo defensores y detractores. Solo en 1999 se eligieron los representantes rapanui de la Comisión de Desarrollo y comenzaron las primeras entregas de parcelas individuales a familias de la isla.

### Autonomía y Ley de Territorio Especial
En las últimas décadas la comunidad rapanui ha solicitado al Gobierno chileno la obtención de autonomía administrativa.
El 2003, el Instituto Libertad de Chile informó que en la Comisión Permanente sobre Asuntos Indígenas de las Naciones Unidas, los habitantes de Rapa Nui presentaron una solicitud para ser considerados territorio especial inserto en Chile.
Pedro Edmunds Paoa, el alcalde de la isla, expresó al diario El Mercurio el mismo año 2003, en relación con la conmemoración del 18 de septiembre en Chile, que "para los Rapa Nui no tiene gran significado la conmemoración de la Independencia de Chile, salvo como una imposición [...] nuestra cultura milenaria, que posee un idioma propio, unas tradiciones ancestrales y una idiosincrasia que le ha permitido perpetuarse por siglos", precisando que han adaptado las costumbres chilenas a su propia cultura. Por otro lado, algunos han criticado al estado de Chile, por un supuesto aislamiento que sufriría la isla, debido a que las conexiones a ella son solo efectuadas por la Armada chilena, la Fuerza Aérea y la aerolínea LATAM; ninguna otra empresa aeronáutica está autorizada para realizar operaciones en el Aeropuerto Internacional Mataveri. Hace varios años la Polinesia Francesa incluyó la isla de Pascua en estampillas como territorio francés, lo que generó un roce diplomático con Chile.
El 17 de noviembre de 2003, el Relator Especial sobre la situación de los derechos humanos y las libertades fundamentales de los indígenas en Chile, realizó la siguiente recomendación: "(57). El Relator Especial hace un llamado al Congreso de Chile para que apruebe a la brevedad posible la iniciativa de reforma constitucional en materia indígena [...] (61). El proyectado estatuto de autonomía de la Isla de Pascua (Rapa Nui) deberá contener garantías de protección de los derechos del pueblo originario Rapa Nui sobre sus tierras, recursos y el respeto a su organización social y vida cultural".
Los deseos de autonomía llevaron a que, en 2005, el presidente de la República Ricardo Lagos enviara al Congreso Nacional un proyecto de ley de reforma constitucional para dar un tratamiento administrativo especial a la isla (y al Archipiélago Juan Fernández). El 2 de mayo de 2006, el Senado chileno aprobó dicho proyecto en primer trámite constitucional. Este proyecto busca que la isla de Pascua y el archipiélago Juan Fernández sean considerados territorios especiales, de manera que el gobierno y administración de estos territorios serán regidos por los estatutos especiales que establezcan las leyes orgánicas constitucionales respectivas.
En julio de 2006, ante una propuesta de instalación de un casino en el poblado de Hanga Roa, que de haberse concretado dejaría de lado la participación de los pascuenses en el negocio, el alcalde de Isla de Pascua "amenazó" al gobierno de Chile con la "total independencia". El Gobierno de Chile a solicitud de la mayoría pascuense y en vista de la incongruencia que representaba un proyecto de semejantes características para la cultura local, impidió la concreción de la propuesta, siendo tal proyecto totalmente descartado por considerarse que atentaba contra el patrimonio autóctono. La obtención de autonomía, habría advertido el alcalde Pedro Edmunds Paoa, es una condición indispensable para no hacer un "llamado internacional a las Naciones Unidas para proclamar la independencia de la Isla", como lo hiciera Timor Oriental.
En mayo de 2007, el documental "Being Rapa Nui", dirigido por Susan HitoShapiro y Santi Hitorangi fue presentado en la Comisión Permanente sobre Asuntos Indígenas de la ONU. Santi Hitorangi expresó que "Nosotros hablamos Rapa Nui, nuestra sangre es Rapa Nui, nuestros ancestros son Rapa Nui, nuestra isla se llama Rapa Nui, nuestros monumentos son Rapa Nui, nuestro destino será siempre Rapa Nui."
El 30 de julio de 2007, se publicó la ley N.º 20.193, que reformó la Constitución de Chile, estableciendo como territorio especial la isla de Pascua, junto al archipiélago Juan Fernández.

## Arqueología
A continuación, enumeramos las principales expediciones y estudios arqueológicos en la Isla como excavaciones, restauraciones, inventarios y encuestas extendidas desde 1880. 
En 1884, Geiseler realizó un inventario arqueológico en la Isla de Pascua. 
En 1889, W. J. Thomson llevó a cabo un estudio arqueológico de los restos de la isla. 
Durante 1914-1915, la Sra. Katherine Routledge llevó a cabo investigaciones arqueológicas subterráneas, centrándose en las bases de las estatuas en Rano Raraku. Su trabajo también incluyó excavaciones y exploraciones en Motu Nui, donde descubrió la estatua de piedra "Te titaahanga o te henua". 
Durante 1934-1935, Henri Lavachery y Alfred Métraux registraron petroglifos, realizaron observaciones de superficie de monumentos, exploraron cuevas en Motu Nui, documentaron el arte rupestre y estudiaron entierros humanos. Su etnología arqueológica comprehensiva de Metraux contribuyó significativamente a la comprensión de la isla. 
En 1935, el Ministerio de Tierras y Colonización declaró la Isla de Pascua como Parque Nacional y Monumento Histórico. En 1936, Cornejo y Atan realizaron un inventario arqueológico en la Isla de Pascua, enriqueciendo aún más el conocimiento de la historia cultural de la isla. En 1948, el Padre Sebastián Englert llevó a cabo estudios arqueológicos en la Isla de Pascua. Su investigación proporcionó información adicional sobre las cuevas en Motu Nui y asoció un rostro antropomórfico con un guerrero llamado Ure a Rei. Su trabajo abarcó varios aspectos, incluyendo arqueología, etnología, historia y lingüística. 
En 1955-1956, Thor Heyerdahl lideró una expedición noruega a la Isla de Pascua con seis arqueólogos. La expedición tenía como objetivo investigar varios monumentos en la isla, arrojando luz sobre su pasado prehistórico y su significado cultural. 
En 1958, Thomas Bartel realizó estudios lingüísticos y tradujo tablillas Rongo Rongo, junto con investigaciones de sitios arqueológicos. Su investigación contribuyó a nuestra comprensión del guion único de la isla y su contexto histórico. 
En 1960, Gonzalo Figueroa y William Mulloy lideraron investigaciones y esfuerzos de restauración en Ahu Akivi, incluyendo la re-erección de estatuas. 
En 1965, William Mulloy llevó a cabo mediciones de azimuts de aproximadamente 300 fachadas de ahu para la orientación estelar, contribuyendo a nuestra comprensión de las antiguas prácticas astronómicas de la isla. 
En 1966, Mulloy y Figueroa publicaron "El Patrimonio Arqueológico de la Isla de Pascua", ofreciendo una amplia visión de los tesoros arqueológicos de la isla. 
En 1968, un amplio inventario arqueológico liderado por Mulloy, McCoy, Ayres, y financiado por el Gobierno de Chile y el Fondo Internacional de Monumentos, encuestó Rano Kau y sus alrededores (cuadrantes 1, 2, 4, 5, 6). La expedición involucró encuestas y excavaciones, restauración de ahu y estatuas, y la documentación de cuevas y refugios. Esta investigación integral llevó al descubrimiento de fragmentos de obsidiana y pigmento terroso rojo. 
Durante 1969-1976, Mulloy y Ayres se centraron en técnicas de reconstrucción de talla, transporte y erección de estatuas. Su trabajo incluyó varios proyectos de excavación y restauración de ahu, contribuyendo a la preservación de la isla. 
En 1973, P. C. McCoy llevó a cabo la excavación de una casa rectangular en el borde este del volcán Rano Kau, proporcionando ideas sobre la arquitectura antigua de la isla. 
En 1975, William Mulloy lideró investigaciones y esfuerzos de restauración en la mitad sur del centro ceremonial, centrándose en la conservación de la mampostería y la preservación de las estructuras de piedra. Esta investigación también incluyó contexto histórico y recomendaciones para trabajos futuros y acceso de visitantes. Además, la excavación y restauración del Ahu Vai Puku orientado al solsticio tuvo lugar durante este período. 
Durante 1976-1993, Claudio Cristino F., Patricia Vargas C. y otros investigadores llevaron a cabo una encuesta arqueológica en toda la isla, agregando a la comprensión de la rica historia de la Isla de Pascua. 
En 1978, Patrick C. McCoy exploró la importancia de los islotes cercanos en la prehistoria de la Isla de Pascua. La investigación también examinó los diversos roles de los motu, incluido su uso como retiros y áreas de pesca. Las excavaciones en Motu Nui y Motu Iti contribuyeron al conocimiento histórico de la isla. 
En 1979, W. S. Ayres lideró la excavación y restauración del complejo Ahu A Kivi-Vai Teka. La investigación incluyó la descripción de las etapas de construcción y la destrucción del sitio. En 1984, un equipo liderado por Christopher M. Stevenson, Leslie C. Shaw y Claudio Cristino llevó a cabo un estudio de la cantera de obsidiana de Orito. Su investigación se centró en técnicas de reducción lítica, aspectos temporales del uso de la obsidiana y patrones de consumo de obsidiana en sitios de habitación. Se llevaron a cabo extensas actividades de trabajo de campo y excavación en 1981. 
En 1985, Joiko Henríquez llevó a cabo un estudio sobre las pinturas primitivas de la Isla de Pascua. La investigación abarcó fuentes bibliográficas, historia crítica, problemas de conservación y propuestas de restauración basadas en observaciones en el lugar realizadas en octubre de 1983. 
En 1985, Douglas W. Owsley y Ann-Marie Miles llevaron a cabo un estudio sobre las caries dentales en los dientes permanentes de los antiguos habitantes de la Isla de Pascua. Esta investigación proporcionó información sobre los hábitos alimenticios, la salud bucal y cuestiones de tenencia de tierras. El análisis de datos dentales se realizó con varios tipos de apoyo. 
Durante 1986-1988, Sergio Rapu H., Sonia Haoa, Gill y Owlsley y otros investigadores llevaron a cabo excavaciones osteológicas en Ahu Naunau. 
Durante 1986-1988, el equipo del Museo Kon-Tiki realizó excavaciones de prueba. 
En diciembre de 1990, se llevó a cabo una encuesta arqueológica en los cuadrantes 30 y 31, específicamente en el área de La Perouse. Universidad de Chile y CONADIP: Los estudios arqueológicos de prospección en la Isla de Pascua han estado en curso desde 1977. Estos estudios tienen como objetivo explorar los tesoros arqueológicos de la isla y descubrir su historia oculta.    

## Películas, series y documentales sobre la Isla de Pascua
- Anakena (1982), director: José Caviedes
- Rapa Nui (1994), director: Kevin Reynolds
- La isla del fin del mundo (L'île au bout du monde), (1999), director: Henri Herré
- A la sombra del moái (2009), director: Lorenzo Moscia
- Yorgos (2014), directores: Paco Toledo, José Domingo Rivera
- El enigma de la Isla de Pascua
- Iorana (1998), director: Vicente Sabatini